# Кадолаг
Кадолаг (Кадалог I; лат. Cadolah, нем. Chadaloh I.; умер 31 июля или 31 октября 819) — герцог Фриуля (799/816—819).

## Биография
Согласно документам Санкт-Галленского аббатства, Кадолаг был старшим сыном графа Бара Бертольда II из рода Ахалольфингов и Герсинды, дочери Аскария. Его дядей был Вольфин — первый франкский граф Вероны. Впервые имя Кадолага упоминается в современных ему исторических источниках 17 ноября 790 года.
Первое достоверное упоминание о Кадолаге как о человеке, находившемся на государственной службе, относится к 804 году. В этом году графы Кадолаг и Айо, а также пресвитер Иццо, были направлены императором Карлом Великим в качестве государевых посланцев (лат. missus domini imperatoris) в Истрию. В присутствии Градского патриарха Фортуната на собрании в Рисано (современная Рижана в Словении) посланцами был урегулирован спор между герцогом Иоанном и истрийцами, обвинявшими своего властителя в превышении полномочий. В составленной по этому случае хартии не сообщается, графом какого владения был упомянутый в ней Кадолаг.
Будучи покровителем аббатства Санкт-Галлен, Кадолаг несколько раз упоминается в хартиях этой обители, датированных 790—816 годами. 23 октября 805 года он совместно со своим братом Ваго в Целле пожертвовал монастырю имевшуюся у него в селении Ванга собственность и доходы он неё. В хартии содержится статья о праве братьев, после смерти одного из них, выкупить у Санкт-Галленского аббатства эти владения. Только в случае, если оба брата умерли бы бездетными, их собственность неотчуждаемо переходила бы к обители. В этом документе о наличии у Кадолага какого-либо титула не упоминается. Однако в другой дарственной хартии Санкт-Галленскому аббатству от 17 ноября 817 года он уже наделён графским титулом. В этом же документе сообщается о наличии у него сына по имени Бертольд, который после смерти Кадолага должен был передать обители дары на помин души своего отца. Последняя по времени хартия из архива Санкт-Галлена, в которой Кадолаг упоминается как уже умершее лицо, датирована 826 годом.
Вероятно, после смерти отца, графа Бертольда II, скончавшегося по разным данным, в 804, 813 или 815 году, Кадолаг унаследовал власть над Восточным Баром, семейными владениями рода Ахалольфингов. Первое свидетельство о нём в этом качестве датируется 17 ноября 817 года. Предполагается, что не позднее 816 года он также мог быть назначен императором Людовиком I Благочестивым и правителем Фриульского герцогства, под власть которого были переданы и земли франкской Далмации, ставшей частью Франкской империи в 806 году. По мнению ряда историков, Кадолаг стал здесь преемником Айо, последнее упоминание о котором датировано июлем этого года. Однако высказывается также предположение, что он мог получить Фриуль ещё в 799 году от Карла Великого, став преемником погибшего в бою со славянами герцога Эрика. Так как до наших дней не сохранился ни один документ, в котором бы упоминались имена фриульских герцогов 800—815 годов, точно определить последовательность местных правителей того времени невозможно.
В качестве фриульского герцога Кадолаг впервые упоминается в сообщениях франкских анналов о проезде в конце 816 года через его владения византийского посольства из Константинополя. Это посольство, направленное византийским императором Львом V Армянином, следовало ко двору Людовика I Благочестивого, чтобы заключить договор о франкско-византийской границе в Далмации. В результате завершившихся весной 817 года переговоров было достигнуто соглашение о привлечении к урегулированию разногласий представителей далматской знати, как италийской, так и славянской. Для решения вопросов, не требовавших согласования с императорскими дворами, Людовик Благочестивый и Лев VI назначили своих представителей: от правителя франков ими были графы Кадолаг и Альбгар (племянник Унроша I), от византийского монарха — Никифор.
В 817 году к владениям Кадолага императором Людовиком I Благочестивым были присоединены Паннония и Карантания. Действуя как самостоятельный владетель, фриульский герцог начал вмешиваться в дела славян, населявших эти земли. На притеснения, которые чинил «Кадолаг, граф и префект Фриульской марки» (лат. Cadolaum comitem et marcæ Foroiuliensis præfectum), императору жаловался князь Паннонской Хорватии Людевит Посавский. Эти жалобы были рассмотрены на собрании в Геристале осенью 818 года, однако осуждения герцога Фриуля Людовиком Благочестивым так и не последовало. Вероятно, политика Кадалога сыграла значительную роль в том, что в следующем году Людевит возглавил восстание против власти франков. Весной или в начале лета 819 года Кадолаг в союзе с правителем Приморской Хорватии Борной предпринял поход против Людевита, однако не смог добиться успеха и уже в июле возвратился в свои владения.
Согласно франкским анналам, Кадолаг скончался от лихорадки вскоре после возвращения из похода на славян. В поминальных книгах аббатств Санкт-Галлен и Райхенау сообщается, что некий Кадолаг скончался 31 июля. По мнению ряда современных историков, это свидетельство относится к герцогу Фриуля. Однако другие исследователи считают, что эта запись о смерти одноимённого сына Кадолага, а сам правитель Фриуля умер 31 октября. Свидетельство Константина VII Багрянородного, который в труде «Об управлении империей» сообщал о гибели фриульского герцога в сражении со славянами, является недостоверным. Новым правителем Фриульского герцогства Людовик I Благочестивый назначил Балдрика.
Предполагается, что сыновьями Кадолага от неизвестной по имени супруги были граф Бара Бертольд III (умер 26 июля после 826 года) и граф Аугстгау и Аргау Кадолаг II (умер после 31 июля 896 года).